# Fonds de la richesse nationale
Le Fonds de la richesse nationale (russe : Фонд национального благосостояния), abrégé FNB, est un fonds créé par l'État russe en 2008. Il s'agit d'un fonds souverain.  Il a été créé par la séparation en deux du Fonds de stabilisation de la fédération de Russie le 30 janvier 2008.

## Structure du fonds
Le fonds de stabilisation a été séparé en deux fonds distincts. Le Fonds de réserve est investi à l'étranger dans des titres à faible rendement utilisé lorsque les prix du pétrole et du gaz sont bas. Le Fonds de la richesse nationale est un fonds composé de valeurs à fort rendement, plus risqué. Le Fonds de réserve a été doté de 125 milliards de dollars et le Fonds de la richesse nationale de 32 milliards de dollars. Le fonds est contrôlé par le ministère des Finances de la fédération de Russie.

## Présentation
Le Fonds de la richesse nationale reçoit des fonds des retours sur investissements produits par le Fonds de réserve. Le fonds de réserve est plafonné à 10 % du PIB russe, et tous les fonds supérieurs à ce montant sont versés au Fonds de la richesse nationale. Le fonds a aussi accumulé 72,71 milliards de dollars (au 1er septembre 2016) de la perception d'impôts et de taxes sur la vente et l'exportation de pétrole et de gaz.
Selon le ministre russe des finances, le fonds peut investir dans des titres de dettes étrangères lorsque ceux-ci sont notés au moins AA- (selon la notation Fitch ou Standard & Poor's) ou Aa3 (selon Moody's). Malgré cela le fonds a accepté d'acheter le 17 décembre 2013 de la dette ukrainienne pour un montant de 15 milliards de dollars, malgré une notation inférieure,,.
Le fonds se distingue des autres fonds mondiaux en rassemblant des investissements dans l'économie nationale elle-même au lieu d'investir dans des pays étrangers. Cela permet de donner un coup de pouce à la lente modernisation des infrastructures en Russie dans une époque où les investissements sont plutôt rares. D'autres pays comme l'Indonésie ont suivi l'exemple de la Russie pour le fonctionnement de leur fonds souverain. Bien entendu, à cause du manque de réserves en devises fortes, le fonds peut accuser des pertes lors des crises internes.

## Sanctions
Dans le cadre des sanctions occidentales, le gouvernement russe a prévu de faire appel à ce fonds pour amortir les effets des sanctions. Il a été prévu d'utiliser ce fonds pour soutenir éventuellement le cours des actions lors de la réouverture de la bourse (le 24 mars 2022). La valeur du fonds en février 2022 a chuté de 11 % par rapport au mois de janvier, probablement dû aux sanctions occidentales.

## Valorisation
Données fournies par le ministère russe des Finances.
| Date            | milliards de $ | milliards de ₽ | % du PIB |
| 1 février 2008  | 32.000         | 783.310        | 1.9 %    |
| 1 janvier 2009  | 87.970         | 2 584.490      | 6.3 %    |
| 1 janvier 2010  | 91.560         | 2 769.020      | 7.1 %    |
| 1 janvier 2011  | 88.440         | 2 695.520      | 5.8 %    |
| 1 janvier 2012  | 86.790         | 2 794.430      | 4.6 %    |
| 1 janvier 2013  | 88.590         | 2 690.630      | 4.0 %    |
| 1 janvier 2014  | 88.630         | 2 900.640      | 4.0 %    |
| 1 janvier 2015  | 78.000         | 4 388.090      | 5.3 %    |
| 1 janvier 2016  | 71.72          | 5 227.18       | 6.1 %    |
| 1 janvier 2017  | 71.870         | 4 359.160      | 4.7 %    |
| 1 janvier 2018  | 65.150         | 3 752.940      | 3.6 %    |
| 1 janvier 2019  | 58.10          | 4 036.05       | 3.7 %    |
| 1 janvier 2020  | 125.560        | 7 773.060      | 7.3 %    |
| 1 janvier 2021  | 183.36         | 13 545.66      | 11.7 %   |
| 1 novembre 2021 | 197.75         | 13 945.07      | 12.1 %   |
| 1 février 2022  | 174.9          | 13 610.27      | 10.2 %   |

### Traduction
- (en) Cet article est partiellement ou en totalité issu de l’article de Wikipédia en anglais intitulé « Russian National Wealth Fund » (voir la liste des auteurs).